# 科克機場

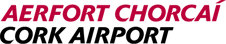
科克機場舊標識

科克機場（英語：Cork Airport）是愛爾蘭科克市郊區的機場，與都柏林、香農並列愛爾蘭三大主要國際機場之一。 它距離科克市南部約6.5公里（4.0英里）。2012年，科克機場吞吐量約234萬人次，在客運量方面成為該國繼都柏林之後第二繁忙的機場，也是愛爾蘭島上都柏林和貝爾法斯特國際機場之後第三個繁忙的機場。

## 外部連結
- 科克機場 （页面存档备份，存于）
- NOAA/NWS上EICK机场的即時天氣